# P/2020 O3 (PANSTARRS)
P/2020 O3 (PANSTARRS) est une comète à courte période découverte le 28 juillet 2020 par Pan-STARRS 1. Des images de pré-découverte prises par Pan-STARRS 2 le 20 juillet ont été trouvées par la suite.
Ce petit corps a une orbite entièrement comprise entre celles de Mars et Jupiter. Plus précisément, il se trouve dans la zone faiblement peuplée et instable comprise entre les astéroïdes Hilda et Jupiter. Son orbite a un demi-grand axe est de 4,66 unités astronomiques.